# Toney Douglas
Toney Bernard Douglas (Jonesboro, 16 de março de 1986) é um basquetebolista profissional norte-americano, que atualmente joga no Futebol clube do Porto.

## Estatísticas

### Temporada regular
| Ano     | Equipe       | PJ  | PT | MPP  | %TC  | %3P  | %TL   | RPP | APP | ROB | TPP | PPP  |
| ------- | ------------ | --- | -- | ---- | ---- | ---- | ----- | --- | --- | --- | --- | ---- |
| 2009-10 | New York     | 56  | 12 | 19.4 | .458 | .389 | .809  | 1.9 | 2.0 | .8  | .0  | 8.6  |
| 2010-11 | New York     | 81  | 9  | 24.3 | .416 | .373 | .794  | 3.0 | 3.0 | 1.1 | .0  | 10.6 |
| 2011-12 | New York     | 38  | 9  | 17.3 | .324 | .231 | .846  | 1.9 | 2.0 | .8  | .0  | 6.2  |
| 2012-13 | Houston      | 49  | 0  | 18.6 | .395 | .377 | .882  | 1.8 | 1.9 | .8  | .0  | 8.1  |
| 2012-13 | Sacramento   | 22  | 0  | 17.1 | .430 | .389 | 1.000 | 2.2 | 2.6 | 1.4 | .0  | 6.1  |
| 2013-14 | Golden State | 24  | 0  | 11.0 | .372 | .322 | .625  | 1.1 | .8  | .3  | .1  | 3.7  |
| 2013-14 | Miami        | 27  | 17 | 15.2 | .394 | .279 | .769  | 2.3 | 1.8 | .5  | .1  | 4.2  |
| 2014-15 | New Orleans  | 12  | 0  | 14.8 | .373 | .278 | .615  | 1.8 | 2.0 | .9  | .3  | 4.3  |
| 2015-16 | New Orleans  | 61  | 18 | 20.7 | .411 | .399 | .848  | 2.3 | 2.6 | 1.1 | .1  | 8.7  |
| Career  | Career       | 370 | 65 | 19.2 | .406 | .360 | .824  | 2.2 | 2.3 | .9  | .1  | 7.8  |

### Playoffs
| Ano   | Equipe   | PJ | PT | MPP  | %TC   | %3P  | %TL   | RPP | APP | ROB | TPP | PPP  |
| ----- | -------- | -- | -- | ---- | ----- | ---- | ----- | --- | --- | --- | --- | ---- |
| 2011  | New York | 4  | 3  | 28.0 | .366  | .389 | 1.000 | 3.3 | 2.3 | .5  | .0  | 10.8 |
| 2012  | New York | 1  | 0  | 8.0  | 1.000 | .000 | .000  | .0  | 1.0 | .0  | .0  | 2.0  |
| 2014  | Miami    | 10 | 0  | 2.9  | .333  | .500 | .500  | .4  | .5  | .0  | .0  | 1.0  |
| Total | Total    | 5  | 3  | 24.0 | .381  | .389 | 1.000 | 2.6 | 2.0 | .4  | .0  | 9.0  |